# Edme-Lin-Clet de Rancourt de Villiers
Edme Lin Clet de Rancourt de Villiers est un homme politique français né en 1729 à Gien (Loiret) et décédé le 10 août 1823 à Saint-Gondon (Loiret).
Il est député de la noblesse aux États généraux de 1789 pour le bailliage de Gien. D'abord réticent aux réformes, il devient secrétaire de l'Assemblée en mars 1791.

## Sources
- « Edme-Lin-Clet de Rancourt de Villiers », dans Adolphe Robert et Gaston Cougny, Dictionnaire des parlementaires français, Edgar Bourloton, 1889-1891 [détail de l’édition]